# Ayako Wakao
Ayako Wakao (若尾 文子 Wakao Ayako?, Tokio, 8 de noviembre de 1933) es una actriz japonesa que fue una de las mayores estrellas del cine de su país en el siglo XX.

## Filmografía parcial
| Año  | Título                                       | Papel             | Director           | Notas        | Ref(s) |
| ---- | -------------------------------------------- | ----------------- | ------------------ | ------------ | ------ |
| 1952 | Shino machi o Nogarete                       | Setsuko Minami    | Eiichi Koishi      |              |        |
| 1952 | Mōjū Tsukai no Shōjo                         | Aiko              | Kozo Saeki         |              |        |
| 1952 | Ashita wa Nichiyobi (Asu wa Nichiyobi)       | Momoko Yamabuki   | Kozo Saeki         | Protagonista |        |
| 1953 | Teen-Ager's Sex Manual Judai no seiten       | Eiko Takanashi    | Koji Shima         | Protagonista |        |
| 1953 | Los músicos de Gion                          | Eiko/Miyoei       | Kenji Mizoguchi    | Protagonista |        |
| 1953 | Jūdai no Yūwaku                              |                   | Seiji Hisamatsu    | Protagonista |        |
| 1955 | Bara ikutabika                               | Yumiko Kiryu      | Teinosuke Kinugasa | Protagonista |        |
| 1955 | Maboroshi no uma                             | Yuki Shiraishi    | Koji Shima         | Protagonista |        |
| 1956 | La calle de la vergüenza                     | Yasumi            | Kenji Mizoguchi    | Protagonista |        |
| 1957 | Suzakumon                                    | Princesa Kazu     | Kazuo Mori         | Protagonista |        |
| 1957 | The Blue Sky Maiden                          | Yuko              | Yasuzo Masumura    | Protagonista |        |
| 1958 | Chūshingura                                  | Osuzu             | Kunio Watanabe     |              |        |
| 1959 | La hierba errante                            | Kayo              | Yasujirō Ozu       |              |        |
| 1960 | Karakkaze Yarō                               | Yoshie Koizumi    | Yasuzo Masumura    | Protagonista |        |
| 1960 | Nise daigakusei                              | Mutsuko           | Yasuzo Masumura    | Protagonista |        |
| 1960 | Jokyō                                        | Kimi              | Yasuzo Masumura    | Protagonista |        |
| 1961 | A Wife Confesses                             | Saeko Takigawa    | Yasuzo Masumura    | Protagonista |        |
| 1961 | Tsuma wa kokuhaku suru                       | Koen              | Yuzo Kawashima     | Protagonista |        |
| 1962 | The Temple of Wild Geese                     | Satoko Kirihara   | Yuzo Kawashima     | Protagonista |        |
| 1962 | Shitoyakana kedamono                         | Yukie Mitani      | Yuzo Kawashima     | Protagonista |        |
| 1963 | Yukinojō henge                               | Namiji            | Kon Ichikawa       |              |        |
| 1964 | Manji                                        | Mitsuko Tokumitsu | Yasuzo Masumura    | Protagonista |        |
| 1966 | Irezumi                                      | Oen               | Yasuzo Masumura    | Protagonista |        |
| 1966 | Akai Tenshi                                  | Sakura Nishi      | Yasuzo Masumura    | Protagonista |        |
| 1970 | Zatoichi Meets Yojimbo                       | Umeno             | Kihachi Okamoto    |              |        |
| 1971 | Otoko wa Tsurai yo: Junjō hen                | Yūko Akashi       | Yoji Yamada        |              |        |
| 1975 | Kenji Mizoguchi: The Life of a Film Director | Herself           | Kaneto Shindo      | Documental   |        |
| 1987 | Taketori Monogatari                          | Tayoshime         | Kon Ichikawa       |              |        |
| 2005 | Haru no Yuki                                 | Gesshuji monzeki  | Isao Yukisada      |              |        |